# 太阴星君
太阴星君，道教月神，全称包括上清月府黄华素曜元精圣后太阴皇君、月宮黃華素曜元精聖后太陰元君、月宮太陰元君孝道仙王靈寶淨明黃素天尊，或称太陰元君孝道明王靈寶淨明黃素天尊、月府太陰結璘皇君寶光幽照如來妙果素月天尊、月宮太陰皇君孝道明王、月府太陰皇華夫人、月華天女太素結璘皇君、月華天女妙果素月天尊、廣寒天月府結璘皇君、月府素曜太陰皇君，又稱太陰娘娘、夜明之神，作女神像。
根據臺灣媒體報導，太陽星君常與太陰星君作為玉皇上帝之配祀神。太陽星君主管陽宮生籍，太陰星君主管陰宮死籍；並於三元日之時，太陽星君與万灵天官前往日宮，太陰星君與冥官僚佐前往月宮一同校定世人生死罪福之目，然後呈進給玉皇上帝。

## 身份
太陰星君名為結璘，結璘意指“奔月之仙”，時常和奔月的嫦娥相互混同，但並非是同一人物。有時太陰星君又被視為是西王母，《雲笈七籤》記載：「西王母者，太陰之元氣也。夫人兩乳者，萬神之精氣，陰陽之津汋也。左乳下有日，右乳下有月，王父王母之宅也。」
《七聖紀》曰：「鬱華赤文，與日同居；結璘黃文，與月同居。鬱華日精，結璘月精。」
《太上黃庭內景玉經》曰：「高奔日月吾上道，鬱儀結璘善相保。」
《梁丘子注》曰：「鬱儀奔日之仙，結璘奔月之仙。」
《洞淵集》曰：「月者，太陰之精，皇后大臣之象。月中帝君、仙官、神吏，萬眾皆修結璘奔月之道。月為廣寒洞陰之宮，自然化生青華紫桂之林，亦曰絳林。枝葉紅蘭，神仙採食華實，壽同日月，昇入玉清。魄精之炁，化生玉兔。一月一周天。月宮太陰帝君，下管五嶽、四瀆、五湖、四海、十二溪水府、并酆都羅山百司，常以三元日冥官僚佐皆詣月宮，校定世人生死罪福之目，呈進上帝，謂之陰宮死籍。月魄常泛十華之彩，光瑩萬國，月名結璘。」
明·刘基《二鬼》曰：「天帝愍其劳逸不调生病患，申命守以两鬼，名曰结璘与鬱仪。鬱儀手捉三足老鴉腳，腳踏火輪蟠九螭。咀嚼五色若木英，身上五色光陸離。朝發暘谷暮金樞，清晨還上扶桑枝。揚鞭驅龍扶海若，蒸霞沸浪煎魚龜。煇煌焜燿啟幽暗，燠煦草木生芳蕤。結璘坐在廣寒桂樹根，漱嚥桂露芬香菲。啖服白兔所擣之靈藥，跳上蟾蜍背脊騎。描光弄影蕩雲漢，閃奎爍璧葩花摛。」
明代的神魔小說《封神演義》三百六十五位正神中，姜皇后被封為太陰星。

## 图库

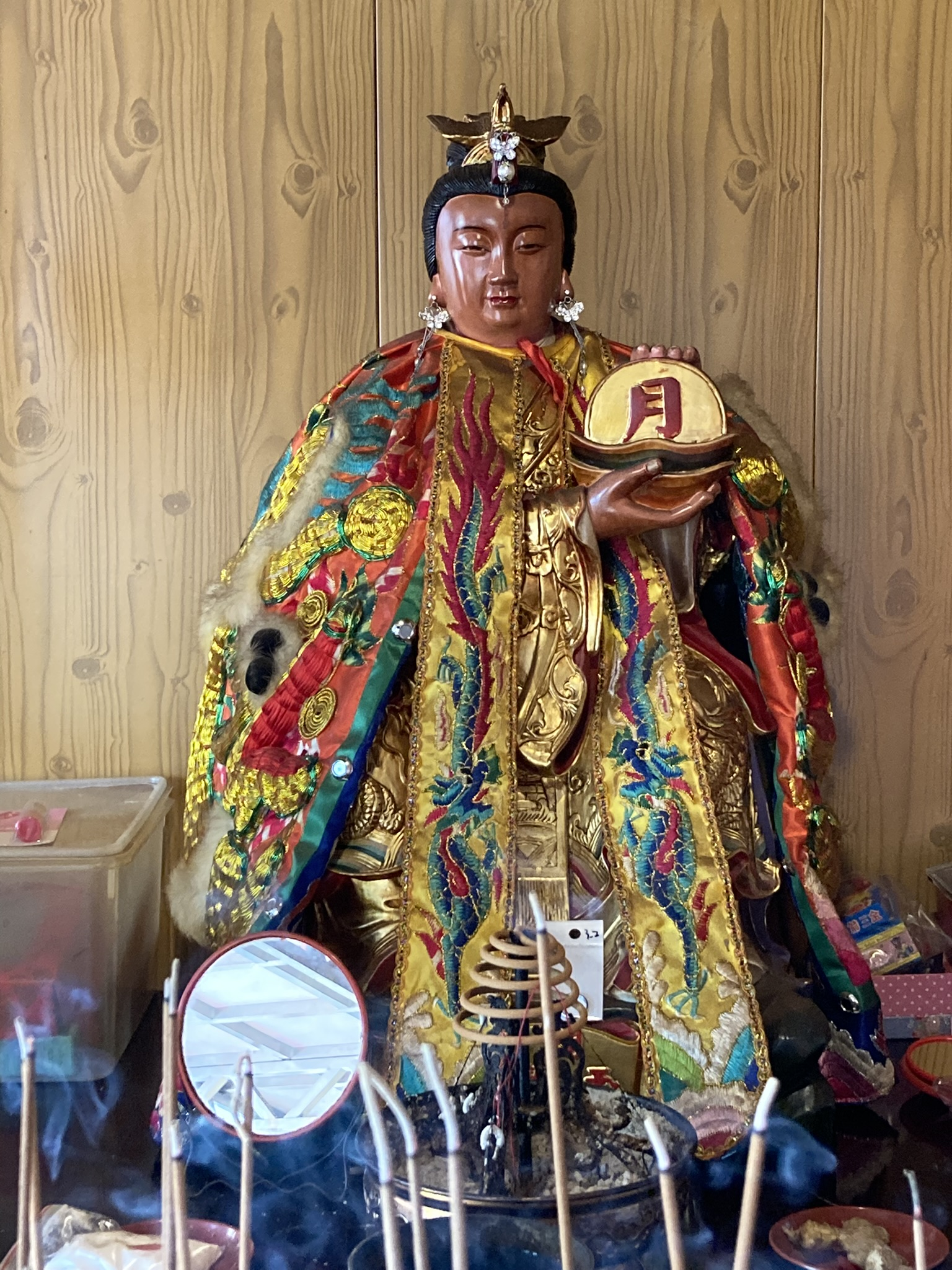
台灣台南市開基玉皇宮所供奉的太陰星君神像
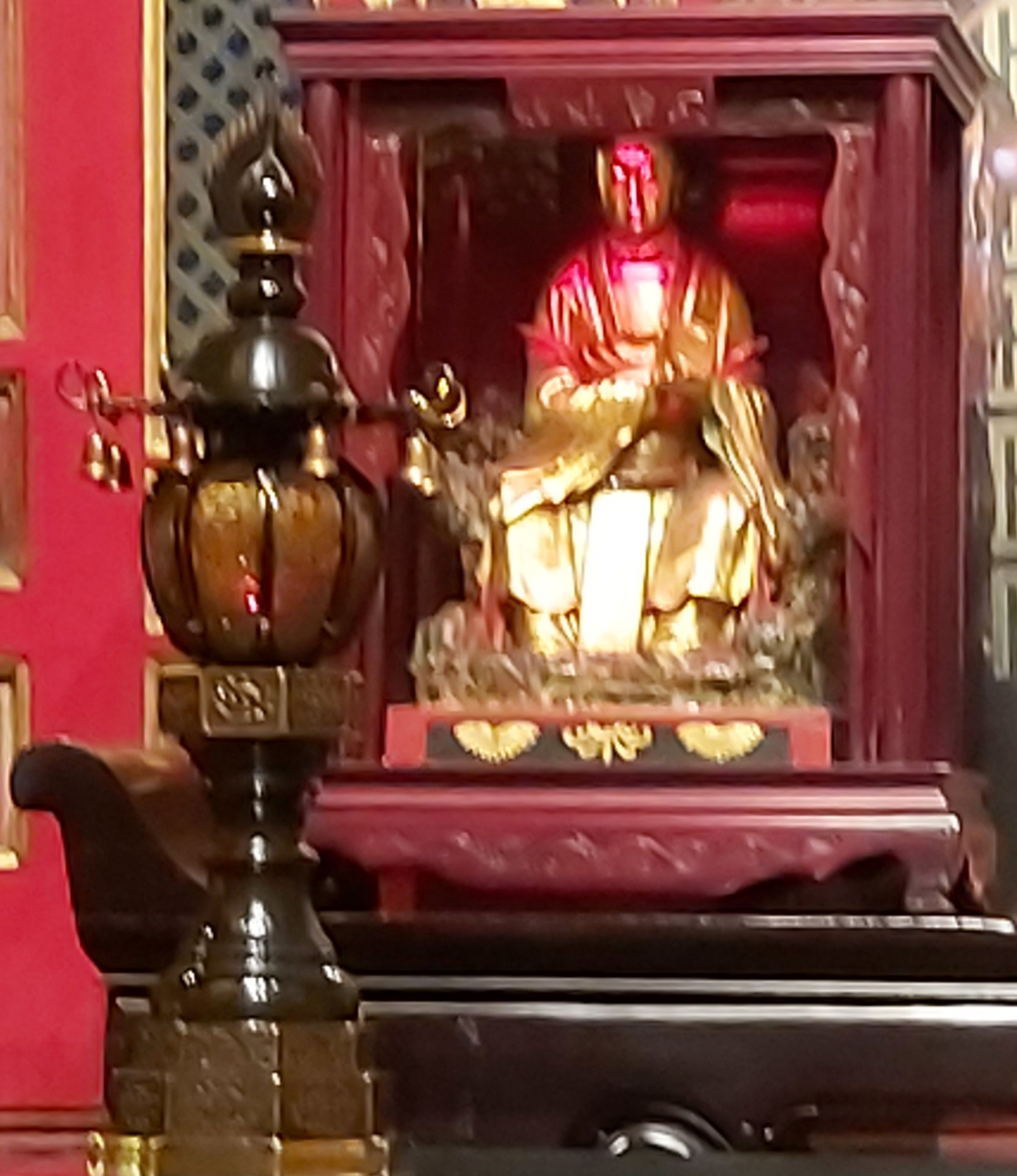
台灣艋舺龍山寺天上聖母殿太陰娘娘神龕
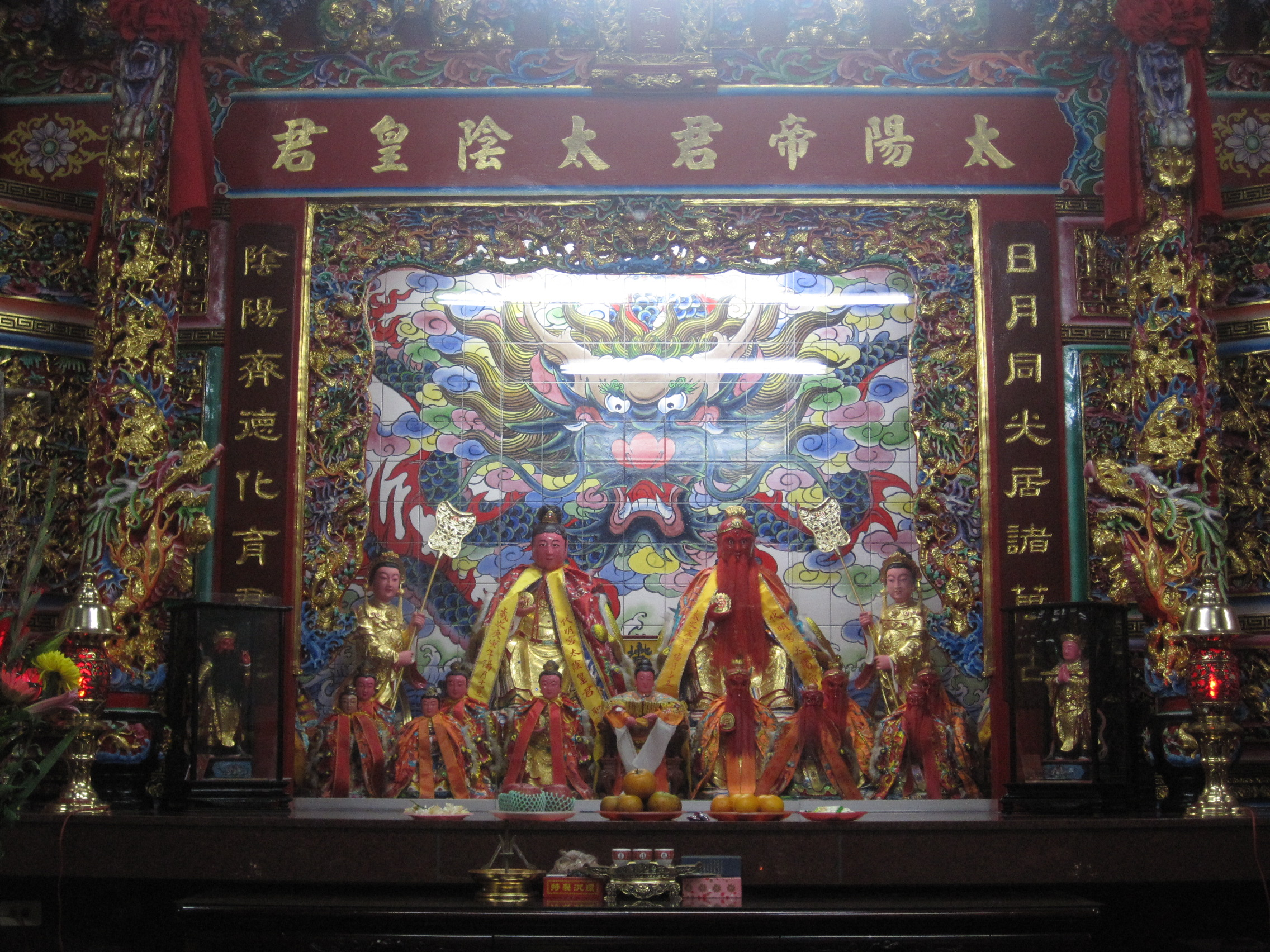
台灣基隆市代明宮所供奉的太陽帝君與太陰皇君神像
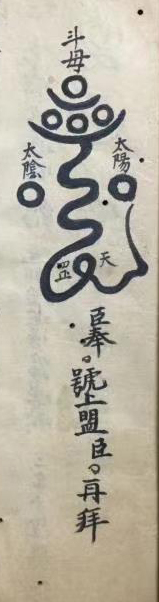
道教典籍《大梵斗姥奏申章檢》中的圖畫。太陽星君的日宮和太陰星君的月宮位於斗母元君創造並管制下的中天。